# Bioley-Magnoux
Bioley-Magnoux – miejscowość i gmina (commune) w zachodniej Szwajcarii, w kantonie Vaud, w okręgu (district) Jura-Nord vaudois. Leży nad rzeką Menthue.   

## Demografia
W Bioley-Magnoux mieszka 247 osób. W 2021 roku 3,6% populacji gminy stanowiły osoby urodzone poza Szwajcarią.